# Corsairs Legacy
Corsairs Legacy (серія ігор) — однокористувацька рольова компʼютерна гра в жанрі пригодницького екшену, розроблювана IT-компанією Mauris. Проєкт називають духовним спадкоємцем «Корсарів», але гра не має жодного зв'язку з оригінальною серією ігор Корсари. Спочатку Mauris вирішили розділити проєкт на три частини — Суша, Море та Відкритий світ, але у зв'язку з перенесенням релізу гри, планується одночасний реліз як режиму морських боїв, так і битв на суші. У результаті серія складається з двох ігор: Суша та Море, Відкритий світ. Вихід першої гри в Steam запланований на 2022 рік для операційної системи Windows. Вихід другої гри в Steam запланований на 2023 рік для операційної системи Windows.
Гра вийде відразу 7 мовами: українською, англійською, російською, китайською, іспанською, французькою та німецькою..

## Сюжет
1689 рік. Одіссея капітана Блада підійшла до свого завершення — легендарний корсар обійняв посаду губернатора Ямайки. Карибське море потребує нових героїв — запеклих авантюристів, які під Чорним прапором піднімуть вітрила назустріч небезпекам та іспанському золоту, ставши грозою тропічних островів!
Джек Рекхем не планував ставати піратом, його повністю влаштовувало життя контрабандиста. Волею випадку під час чергової доставки вантажу він потрапив у вир подій, які обіцяють назавжди змінити його життя.
Випробування залишать відбиток на головному герої. Але який саме? Чи зануриться він у піратські пороки, чи буде вірний своїм ідеалам до кінця? Це залежить тільки від гравця, адже саме він вирішує, кому допомогти, а кого зрадити.

### Ігровий процес
Дія гри починається у 1689 році на острові Барбадос. Події гри будуть розвиватися як продовження подій, описаних у книзі «Одіссея капітана Блада», і розкажуть про «спадщину» Пітера Блада. Гравець керує головним героєм — піратом Джеком Рекхемом, що реально існував. Керування персонажем у грі походить від третьої особи.
Гравець може виконувати сюжетні та побічні завдання, купувати предмети, досліджувати ігровий світ та боротися з внутрішньоігровими персонажами.
Персонаж може підвищувати індивідуальні здібності та можливості, навички володіння зброєю.

### Розвиток персонажа в Corsairs Legacy
За завдання та бої персонаж отримує досвід, який дозволяє підвищити рівень персонажа. Зі зростанням рівня зростають і такі характеристики, як запас здоров'я та енергії, що витрачається у бою. Також, по досягненню кожного нового рівня, персонаж отримує одне очко «характеристики» та одне очко «здібностей».
У грі присутні 6 основних характеристик:
1. сила;
2. спритність;
3. харизма;
4. витривалість;
5. здатність швидко навчатися;
6. вдача.

У головного героя є 20 здібностей, та, отримуючи наступний рівень, гравець отримує можливість розвинути одну здатність з чотирьох категорій:
1. атака;
2. захист;
3. витривалість;
4. вміння.

### Зброя в Corsairs Legacy
Озброєння у грі включає в себе перелік з 21 екземпляра холодної та 7 екземплярів вогнепальної зброї (серед яких 6 різноманітних пістолей та 1 мушкет). Перше поділяється на три класи: 7 рапір, 7 вигнутих мечів (серед них можна зустріти і абордажні кортики, і європейські шаблі), а також 7 прямих мечів, поширених насамперед у Європі на той час.

### Економіка в Corsairs Legacy
Внутрішньоігрова валюта у грі — іспанський срібний песо XVII століття. Команда проєкту вивчила дослідження за цінами як на побутові предмети та продукти, так і на зброю, дорогоцінні метали та каміння: золото, срібло, алмази, смарагди, рубіни та сапфіри. Corsairs Legacy близько підійшов до історичної достовірності економіки.

### Солдати в Corsairs Legacy
Для максимальної історичної достовірності команда проєкту вивчила, як змінювалася форма солдатів у 17-18 століттях, та взяла за основу зображення солдатів 1690 року, в якому відбуваються події гри. Також створено безліч варіантів облич для солдатів, щоб гравець під час перебування у внутрішньоігровому місті не відчував одноманітності.

### Кораблі в Corsairs Legacy
При створенні кораблів у Corsairs Legacy команда розробників керувалася не лише якісним візуалом, а й насамперед відповідністю дійсності. У опрацюванні моделей кожного судна використовувалися відповідні креслення. Особлива увага була приділена реалізації реальних розмірів кожної окремої деталі вітрильників.

## Реліз
Команда розробки назвала 31 січня 2024 року датою релізу гри у раньому доступі. На старті користувачам буде доступно 60% створеного контенту гри.